# Luisino Údolí (Deštné v Orlických horách)

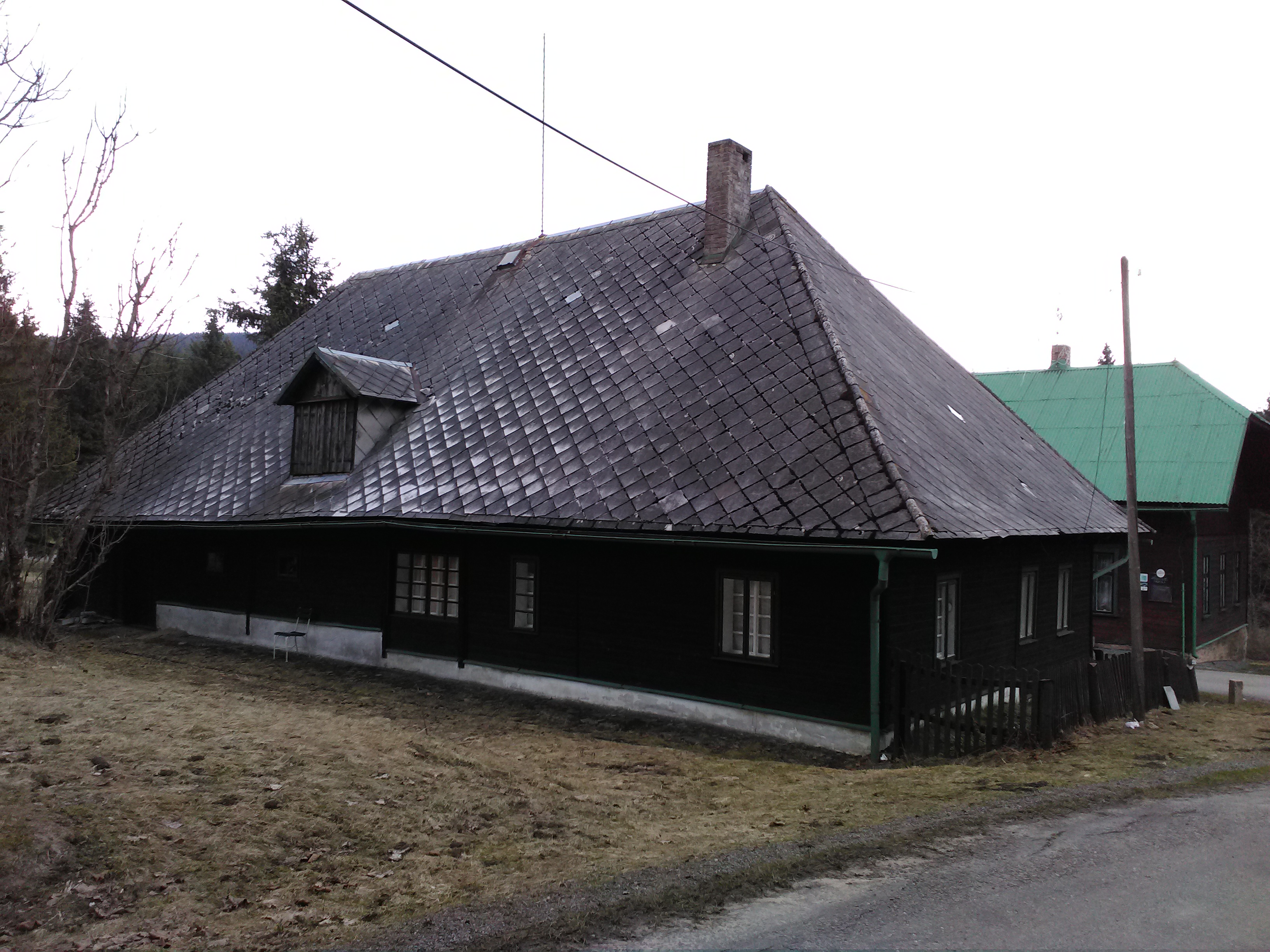
Ortsansicht

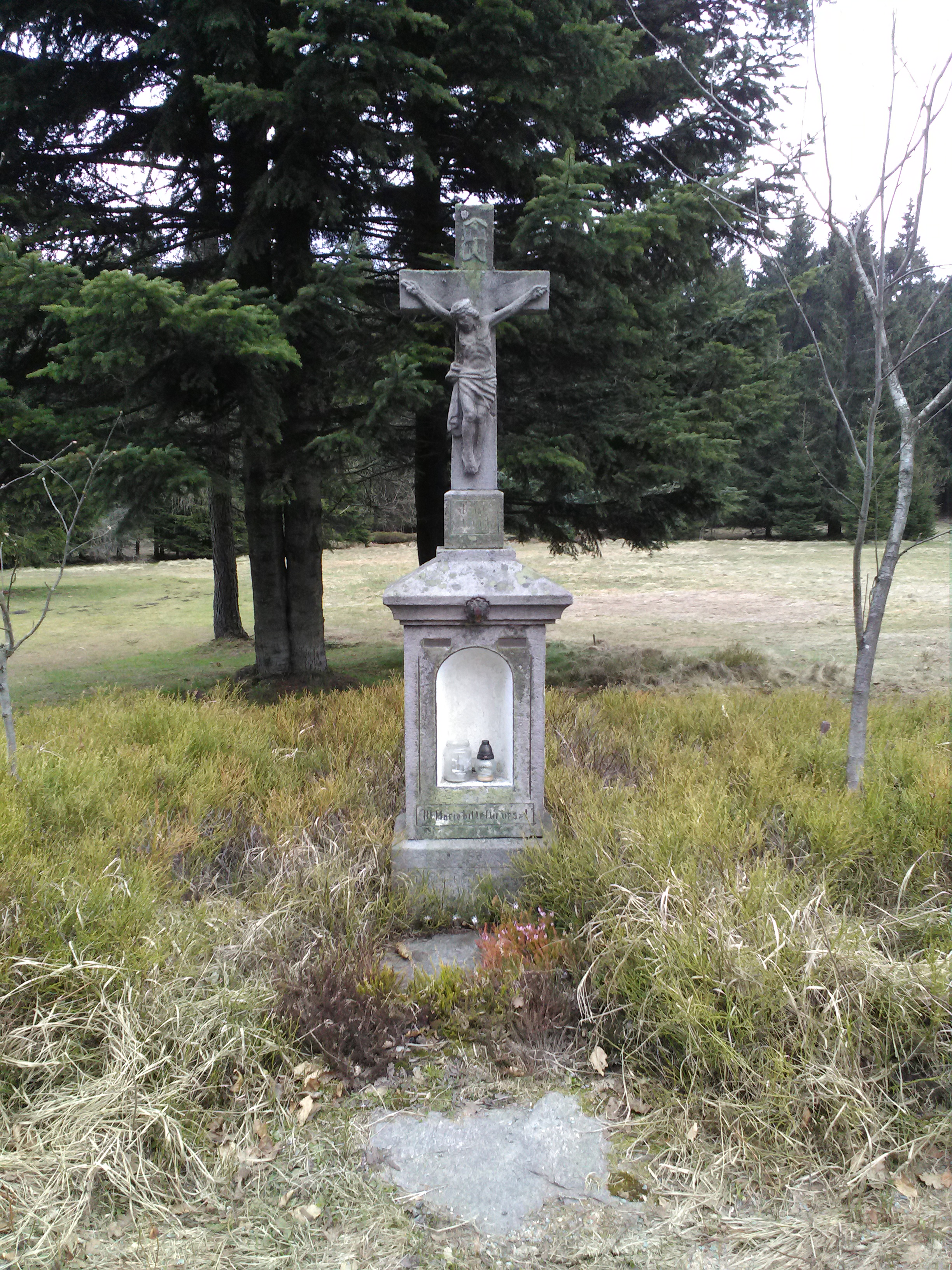
Wegkreuz

Luisino Údolí (deutsch Luisenthal) ist eine Ansiedlung der Gemeinde Deštné v Orlických horách in Tschechien. Sie liegt dreieinhalb Kilometer südöstlich von Deštné v Orlických horách auf der Gemarkung Jedlová v Orlických horách und gehört zum Okres Rychnov nad Kněžnou.

## Geographie
Die Bergsiedlung Luisino Údolí befindet sich am südlichen Fuße der Velká Deštná (1115 m n.m.) auf einem Sattel im Adlergebirge an der Straße II/310 zwischen Deštné v Orlických horách und Zdobnice. Nordöstlich erhebt sich die Maruša (Maruscha, 1042 m n.m.), im Osten die Jelenka (Lotzenberg, 1083 m n.m.) und die Koruna (Kreiselberg, 1101 m n.m.), südöstlich der Vapenný vrch (952 m n.m.), im Süden der Lubný (Karlslehne, 956 m n.m.), westlich der Ovčár (707 m n.m.) und im Nordwesten der Studený vrch (883 m n.m.).
Nachbarorte sind Šerlich und Zieleniec im Norden, Trčkov und Bedřichovka im Nordosten, Zelenka, Jadrná und Kunštát im Osten, die Wüstung Anenská Huť im Südosten, Kamenec, Zdobnická Seč, Kačerov, Zámeček und Podolí im Süden, Zálesí, Hutě und Stará Huť im Südwesten, Jedlová v Orlických horách im Westen sowie Zákoutí im Nordwesten.

## Geschichte
Die Holzfällersiedlung Luisenthal wurde 1828 durch den Besitzer der Herrschaft Solnitz, Anton Ritter Sliwka von Sliwitz, in den zur Flur Tanndorf gehörigen Wäldern angelegt und ist nach dessen Mutter benannt. In der Beschreibung des Königgrätzer Kreises aus dem Jahre 1836 wird das Dorf noch nicht erwähnt. Bis zur Mitte des 19. Jahrhunderts blieb das Dorf der Allodialherrschaft Solnitz untertänig.
Nach der Aufhebung der Patrimonialherrschaften bildete Luisenthal ab 1849 einen Ortsteil der Gemeinde Tanndorf im Gerichtsbezirk Reichenau. Ab 1868 gehörte das Dorf zum Bezirk Senftenberg, 1869 wurde es dem Gerichtsbezirk Rokitnitz zugeordnet. Nach Gründung der Tschechoslowakei erhielt Luisenthal den amtlichen tschechischen Namen Luisino Údolí. Beim Zensus von 1921 lebten in den 12 Häusern der Ansiedlung 53 Deutsche. Im Jahre 1930 lebten in Luisenthal 37 Menschen. Nach dem Münchner Abkommen wurde die Ansiedlung Ende 1938 dem Deutschen Reich zugeschlagen und gehörte bis 1945 zum deutschen Landkreis Grulich.
Nach dem Ende des Zweiten Weltkrieges kam die Ansiedlung zur Tschechoslowakei zurück. Die deutschen Einwohner wurden vertrieben; ein Großteil der Häuser von Luisino Údolí blieb danach unbewohnt. 1949 wurde Luisino Údolí zusammen mit Jedlová nach Deštné eingemeindet und dem Okres Dobruška zugeordnet. Im Jahre 1950 hatte Luisino Údolí nur noch fünf Einwohner. Im Zuge der Gebietsreform von 1960 wurde der Okres Dobruška aufgehoben und Luisino Údolí dem Okres Rychnov nad Kněžnou zugewiesen. Luisino Údolí besteht zur Gänze aus Holzhäusern, die heute als Ferien- und Wochenendhäuser genutzt werden.

## Sehenswürdigkeiten
- Gezimmerte Häuser
- Forsthaus